# Philippi (Virginie-Occidentale)
Pour les articles homonymes, voir Philippi.
La ville de Philippi est le siège du comté de Barbour, situé dans l’État de Virginie-Occidentale, aux États-Unis. Sa population s’élevait à 2 966 habitants lors du recensement de 2010, estimée à 3 352 habitants en 2018.

## Géographie
Selon le Bureau du recensement des États-Unis, la municipalité de Philippi s'étend sur 2,95 milles carrés (7,64 km2), dont 0,09 mille carré (0,23 km2) d'étendues d'eau.

## Histoire
La ville est d'abord appelée Anglin's Ford, en l'honneur de son premier propriétaire, William Anglin, puis Booth's Ferry, en référence à Daniel Booth. Elle prend par la suite le nom de Philippa puis Philippi, en hommage à Philip Pendleton Barbour (en).

## Démographie
| Groupe            | Philippi | Virginie-Occidentale | États-Unis |
| ----------------- | -------- | -------------------- | ---------- |
| Blancs            | 92,7     | 93,9                 | 72,4       |
| Métis             | 2,9      | 1,5                  | 2,9        |
| Noirs             | 2,3      | 3,4                  | 12,6       |
| Amérindiens       | 1,1      | 0,2                  | 0,9        |
| Asiatiques        | 0,9      | 0,7                  | 4,8        |
| Autres            | 0,2      | 0,4                  | 6,2        |
| Total             | 100      | 100                  | 100        |
|                   |          |                      |            |
| Latino-Américains | 0,7      | 1,2                  | 16,7       |

Selon l'American Community Survey, pour la période 2011-2015, 97,14 % de la population âgée de plus de 5 ans déclare parler l'anglais à la maison, 0,80 % déclare parler une langue chinoise et 2,06 % une autre langue.

## Jumelages
- Sion (Valais) (Suisse)
- Bordjomi (Géorgie)